# 필리프 2세
필리프 2세(프랑스어: Philippe II, 1165년 8월 21일 - 1223년 7월 14일)는 카페 왕조 출신으로는 프랑스 왕국의 일곱 번째 국왕이다(재위 1180년 9월 18일 - 1223년 7월 14일). 교묘하고도 정략적인 술수로 강력한 왕권을 확립함과 동시에 대대적으로 국가체제를 정비하여 오랫동안 약화되었던 프랑스의 국력을 단번에 신장시켰으며, 십자군 원정에도 참가하였다. 프랑스 국왕으로서는 최초로 위대한 왕이라고 평가되어 ‘존엄왕(Auguste)’이라는 별명이 붙었다. 1179년에 아버지 루이 7세로부터 공동 국왕으로 선포되고, 1180년 부왕의 사망으로 단독 통치자가 되었다.
1190년까지만 해도 프랑스의 군주들은 프랑크인의 왕(Rex Francorum)이라는 칭호를 사용했지만, 1190년 1월부로 그는 프랑스 국왕(Roi de France)이라는 칭호를 처음 사용하였다.

## 생애
필리프는 프랑스의 루이 7세와 샹파뉴의 아델라 사이에서 외아들로 태어났다. 아버지가 중병에 걸리자 왕위 계승을 확실히 하기 위한 차원에서 필리프는 1179년 11월 1일 14살에 공동통치왕으로서 랭스 대성당에서 즉위했으며, 1180년에 아버지가 죽으면서 불과 15살에 단독왕으로 즉위했다. 당초엔 외숙이 되는 앙리 1세 드 샹파뉴 백작이 섭정으로서 나라를 다스렸지만, 머지 않아 그들을 억제하여 친정을 실시하였다.
그의 치세 최대의 문제는 전왕 시대부터 계속된 플랜태저넷 왕가와의 항쟁이었다. 그는 전왕 시절의 통치기술을 물려받아 헨리 2세와 그의 아들들간의 사이를 갈라놓는 방책을 사용하였다. 원래 필리프와 플랜태저넷 왕가의 아들들은 형제나 다름없는 사이였으며, 특히 청년왕 헨리, 조프루아 2세와 가장 절친하였다. 1188년에 다시 헨리 2세와 전쟁을 치르게 되면서, 리처드를 부추겨 아버지에게 모반을 일으키게 하여 헨리 2세를 쫓아버리는 데에 성공했다. 헨리의 뒤를 이은 리처드 1세는 결코 만만치 않은 상대였으며, 그는 당초의 우호 관계를 유지시켜 3차 십자군 원정에 동반하였다.
현실주의자였던 필리프는 십자군에 대한 열정이 별로 있지 않았으며, 그 때문에 리처드와 대립하였다. 결국 아크레를 함락시키자마자 병에 걸렸다는 이유로 프랑스로 돌아가버렸다.
프랑스에 돌아온 후 얼마 지나지 않아, 그는 전통적인 계략을 써서 리처드의 동생 존에게 왕위를 찬탈하라고 충동질 하였다. 리처드가 귀국 도중에 오스트리아에서 체포되자, 리처드의 연금기간을 늘리도록 움직임과 동시에 존의 찬탈을 지원했지만 결국 실패하였으며, 이윽고 리처드는 석방되었다. 리처드는 잉글랜드 왕국으로 돌아오자마자 존을 굴복시킨 후, 나라를 비운 동안 필리프에게 빼앗긴 프랑스 내 영토를 되찾기 위해 프랑스로 건너가 전쟁을 일으켰다. 필리프는 리모주 자작을 선동하여 리처드에게 대항하게 만들었다. 1199년 4월 리모주 자작령 살뤼-사브롤 성을 공격하다 리처드가 전사하자, 존이 잉글랜드의 왕이 되었다.
존이 잉글랜드의 왕이 된 이후에도 전쟁은 그치지 않았다. 존의 실정을 틈타 유럽 대륙의 영국령 영토를 계속해서 잠식해 들어갔고 오히려 이를 막기 위해 노르망디에 상륙한 존의 군대를 상대로 승리하기도 했다. 그 결과로 1204년 말에는 아키텐과 노르망디 일대의 대부분의 영국령이 필리프의 손아귀에 들어갔다.
이에 다급해진 존은 1214년 필리프에 대한 복수를 위해 연합군을 조직했는데 여기에 잉글랜드, 신성로마제국, 플랑드르, 볼로뉴가 참여했다. 이 연합군을 상대로 필리프가 이끄는 프랑스군은 부빈 전투에서 승리를 거둔다. 훗날 역사가들은 이 전투를 통해 프랑스가 만들어졌다는 평가를 할 정도로 상당한 의미를 두었으며, 또한 이 승리는 유럽 대륙의 영국령의 완전한 소멸을 의미하는 동시에,그 결과로 존은 마그나 카르타에 서명하지 않을 수 없게 되는 곤경에 처하게 되었다.